# Slow Train Coming
Slow Train Coming is het negentiende studioalbum van singer-songwriter Bob Dylan. Het werd uitgegeven in augustus 1979. Slow Train Coming was Dylans eerste op het christelijk geloof geïnspireerde album, nadat zijn vorige album Street-Legal al gospelinvloeden bevatte. Dylans bekeerde zich tot het christendom tijdens zijn relatie met Mary Alice Artes, een actrice, met wie hij een bijbelcursus volgde bij de pinkstergemeente-achtige kerkgemeenschap de Vineyard Fellowship in Californië. Zij is de "Queen Bee" onder de productiegegevens van Street-Legal.

## Productie
De nummers die Dylan geschreven had, waren zo uitgesproken religieus, dat hij overwoog ze aan zijn vriendin (en latere echtgenote) Carolyn Dennis te geven voor een album, dat Dylan zelf zou produceren. Hij kwam hiervan terug en besloot ze zelf op te nemen, waarvoor hij producer Jerry Wexler vroeg. Als studio werd aan Dylan de Muscle Shoals Sound Studio in Sheffield in Alabama door Wilson Pickett aanbevolen. De studio was pas opgericht door een groep musici, de Swampers, die de FAME Studios hadden verlaten en met geleend geld via Wexler voor zichzelf waren begonnen. Een van deze musici was Barry Beckett, die medeproducer van het album werd en de piano en orgelpartijen voor zijn rekening nam. Wexler nam Tim Drummond aan als bassist en stelde als gitarist Mark Knopfler voor, die op zijn beurt Dire Straits-drummer Pick Withers meenam. Als achtergrondzangerssen nam Dylan Regina Havis en zijn vriendinnen Carolyn Dennis en Helena Springs mee.

### Outtakes
Drie nummers, die opgenomen werden, haalden het album niet. "Trouble in mind" werd in de VS uitgebracht als B-kant van de single "Gotta Serve Somebody", in Engeland als B-kant van "Precious Angel" en in Nederland als B-kant van "Man Gave Names to All the Animals". "Ye Shall Be Changed"  werd in 1991 uitgebracht op The bootleg series volumes 1-3 [Rare & Unreleased] 1961–1991. "Ain't No Man Righteous, Not No One" verscheen in 2017 op Trouble No More (1979-1981), uit de The Bootleg Series Vol. 13.

## Kritiek
Het album werd gemengd ontvangen, critici als Greil Marcus verweten Dylan een voorverpakte doctrine te slijten, maar Jann Wenner van Rolling Stone vond het een van de beste platen, die Dylan ooit gemaakt had. Met het nummer Gotta Serve Somebody won Dylan een Grammy Award voor beste mannelijke rockperformance. Het album behaalde een nummer 2 positie in het Verenigd Koninkrijk, een nummer 3 positie in de Verenigde Staten en nummer 5 in Nederland..

## Tracklist
Alle muziek en teksten zijn geschreven door Bob Dylan. 
| Nr. | Titel                | Duur |
| --- | -------------------- | ---- |
| 1.  | Gotta Serve Somebody | 5:22 |
| 2.  | Precious Angel       | 6:27 |
| 3.  | I Believe in You     | 5:02 |
| 4.  | Slow Train           | 5:55 |

| 5.                 | Gonna Change My Way of Thinking      | 5:25 |
| 6.                 | Do Right to Me Baby (Do Unto Others) | 3:50 |
| 7.                 | When You Gonna Wake Up               | 5:25 |
| 8.                 | Man Gave Names to All the Animals    | 4:23 |
| 9.                 | When He Returns                      | 4:30 |
| Totale duur: 46:19 |                                      |      |

## Musici
- Bob Dylan - Gitaar, zang
- Barry Beckett - Keyboard, percussie
- Pick Withers - Drums
- Tim Drummond - Basgitaar
- Mark Knopfler - Gitaar
- Muscle Shoals Horns - Hoorn
- Carolyn Dennis, Regina Havis, Helena Springs  - Achtergrondzang